# Adrenomedulina

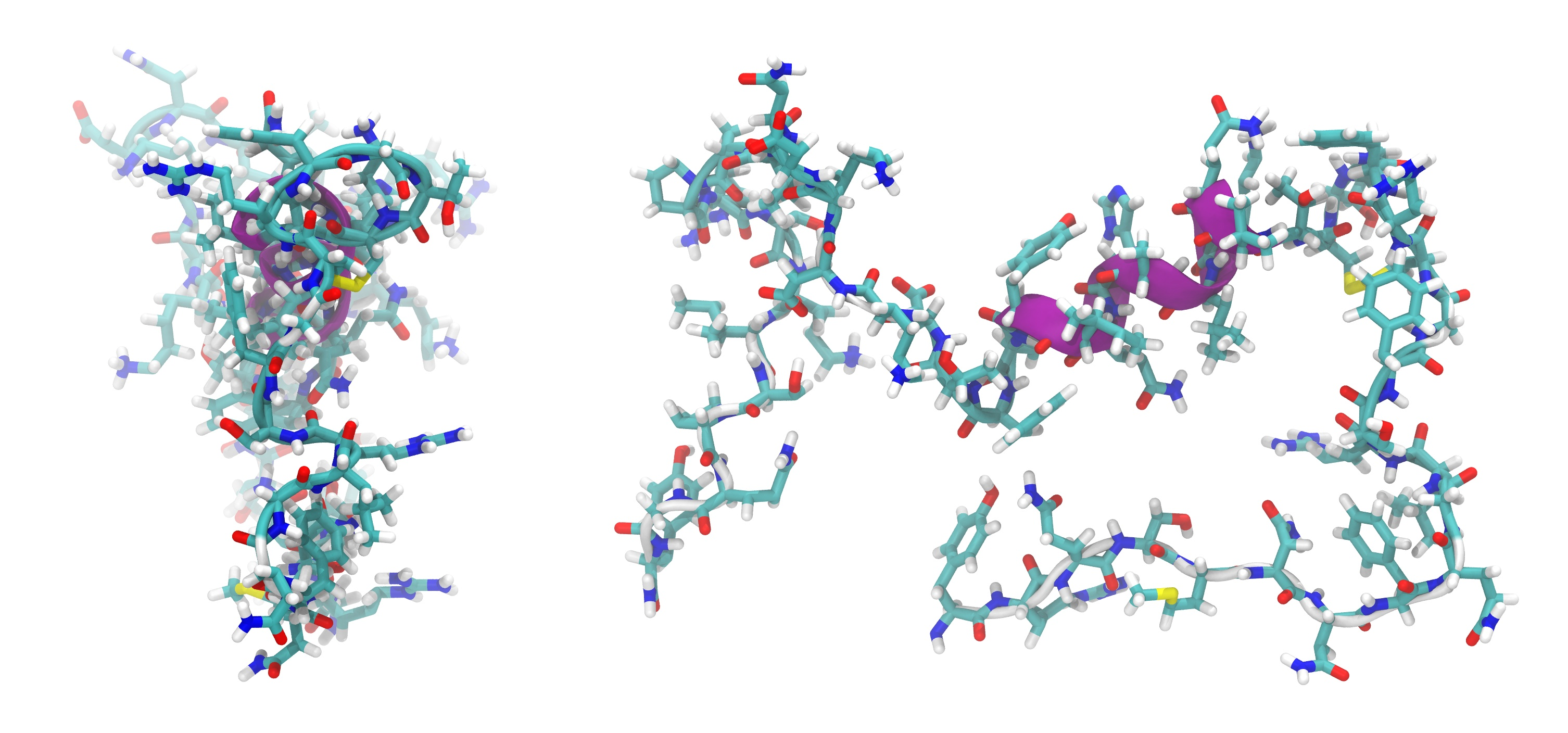
Ilustración de la hormona adrenomedulina.

La adrenomedulina (ADM o AM) es una hormona péptida de efecto vasodilatador de relevancia incierta para la salud y enfermedades humanas. En 1993, se identificó inicialmente en un feocromocitoma, un tumor de médula suprarrenal, de dónde procede su nombre. En los humanos, el ADM está codificado por el gen ADM. El ADM es un péptido que se encuentra en todos los tejidos, y en la circulación sistémica. Un péptido similar llamado adrenomedulina2 fue identificado en ratas y muestra una función parecida.

## Función
Puede funcionar como hormona en el control de la circulación porque se encuentra en la sangre en una elevada concentración. Fue identificada inicialmente como un vasodilatador, y algunos sostenían que era el mayor péptido vasodilatador endógeno del cuerpo.  La diferencia de opiniones sobre la capacidad de la adrenomedulina para relajar el tono muscular puede tener su origen en  los diferentes modelos de sistema empleados. Otros efectos del ADM son la estimulación del crecimiento de nuevos vasos sanguíneos (angiogénesis) y el aumento de la tolerancia de las células al estrés oxidativo y al daño hipóxico.  La adrenomedulina se considera muy positiva en enfermedades tales como la hipertensión, el infarto de miocardio, la enfermedad pulmonar obstructiva crónica y otras enfermedades cardiovasculares, aunque puede ser un factor negativo cuando se trata de  potenciar la capacidad de las células cancerígenas para aumentar el aporte sanguíneo y, por tanto, posibilitar una mayor proliferación de células.

## Péptido
La adrenomedulina se compone de cincuenta y dos aminoácidos, tiene un enlace de disulfuro intramolecular y muestra una pequeña homología con el péptido relacionado con el gen de la calcitonina (CGRP por sus siglas en inglés).  El precursor, llamado preproadrenomedulina, tiene ciento ochenta y cinco aminoácidos. Mediante un análisis de la transferencia del ARN, se encontró  adrenomedulina humana mARN  en todos los tejidos, con una expresión más elevada en la placenta, las células adiposas, el pulmón, los islotes pancreáticos, el músculo liso y la piel. El gen humano de la ADM se localiza en un solo locus en el cromosoma 11, con cuatro exones y tres intrones.  El gen ADM está codificado originalmente como  péptido precursor de 185 aminoácidos, que puede escindirse diferencialmente para formar cierta cantidad de péptidos, incluyendo un ADM inactivo de 53 aminoácidos, e PAMP, adrenotensina y AM95-146. La ADM humana se activa para formar cincuenta y dos aminoácidos, seis anillos de aminoácidos, que comparten una estructura moderadamente similar a la familia de la calcitonina de péptidos reguladores (calcitonina, CGRP y amilina).  El ADM circulatorio está compuesto por la forma activa de la amida (15%) y por la forma inactiva glicosilada (85%).  Tiene una vida media plasmática de 22 minutos, un ratio de eliminación de 274 mililitros por kilogramo por minuto, y un volumen de distribución aparente de 880 ± 150 ml/kg. La ADM madura se degrada por la aminopeptidasa neprilisina.

## Receptores
La adrenomedulina (ADM) realiza sus procesos mediante combinaciones de calcitonina como receptor (CALCRL) o CLR, o bien de proteína receptora modificadora de la actividad 2 (RAMP 2) o la RAMP 3 (conocidas como receptores AM1 y AM2 respectivamente). Ambas transducen señales intracelulares de la hormona mediante mecanismos de cascada y segundo mensajero.  El receptor celular AM2 tiene baja afinidad con la CGRP, pero esto no tiene relevancia fisiológica. A diferencia de la noción clásica “un ligando- un receptor” en la  señalización de los receptores, la interacción tanto de la CALCRL y la RAMP con la membranas, necesaria para que la ADM medie en su acción ya que ninguna puede por sí sola fijar la hormona (y por lo tanto transducir la señal). La estimulación por ADM del receptor aumenta la producción tanto del AMP cíclico (cAMP) como del óxido nítrico. Antes del descubrimiento de las RAMPs y la identificación de los receptores heteroméricos de la familia de péptidos de la calcitonina, se identificó un único receptor de la adrenomedulina acoplado a proteína G, pero los estudios más recientes han manifestado dudas sobre su importancia en los principales efectos de la adrenomedulina.
Una investigación reciente, ha dejado claro el papel de los receptores AM1 y AM2 a través de estudios en ratones manipulados genéticamente.  La adrenomedulina  en el ratón KO es un fenotipo letal embrionario y muere a mitad de la gestación por una enfermedad conocida como hidropesía fetal.  El ratón con el CALCRL o CLR inactivo sintetiza el mismo fenotipo, ya que carece tanto de receptores AM1 como AM2 (confirmándose accidentalmente la falta de importancia fisiológica del anterior receptor de proteína única de ADM descubierta por Kapas). El ratón con el RAMP2 inactivo también sintetiza el mismo fenotipo mostrando que la mayoría de efectos fisiológicos de la ADM los transduce el receptor AM1.  Incluso los ratones con heterocigoto RAPM 2 presentan una fisiología con anomalías poco habituales en los huesos y en las glándulas mamarias, y una endocrinología muy anómala que conduce a una fertilidad deficiente y a problemas de lactancia.  Lo que resulta sorprendente es que la eliminación del RAMP3 no tiene efectos perjudiciales y parece conllevar ventajas gracias a una masa ósea superior a lo normal y una reducción del aumento de peso en edades maduras.